# Duiksport

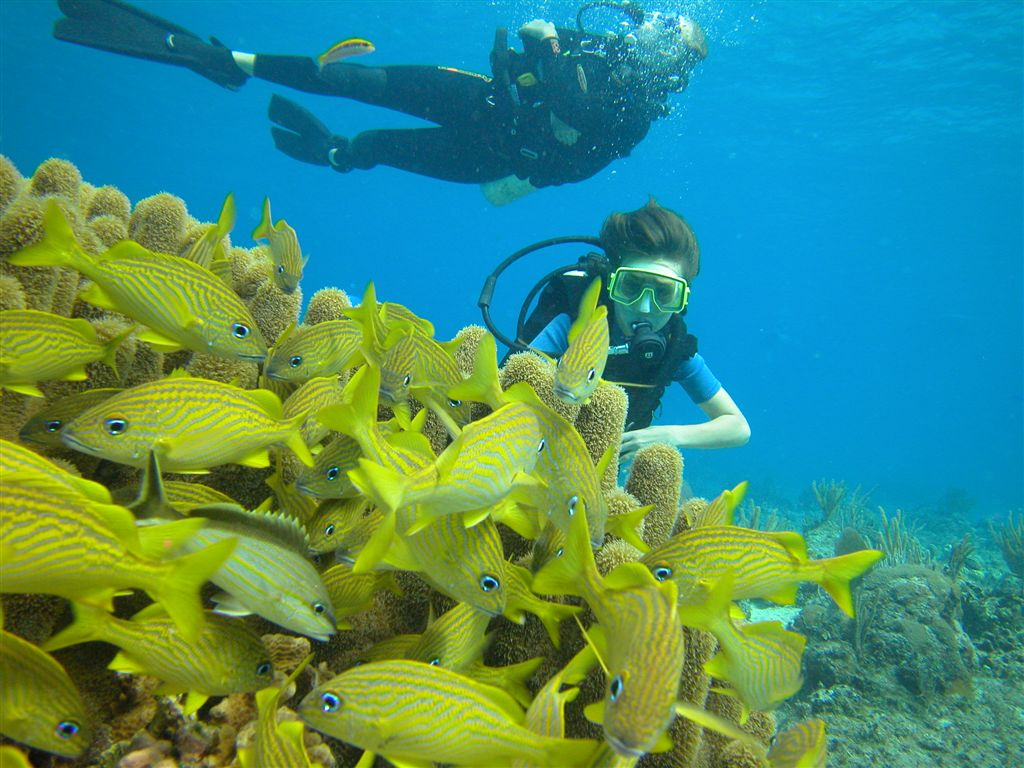
Duikers ontdekken de Mexicaanse zeebodem...

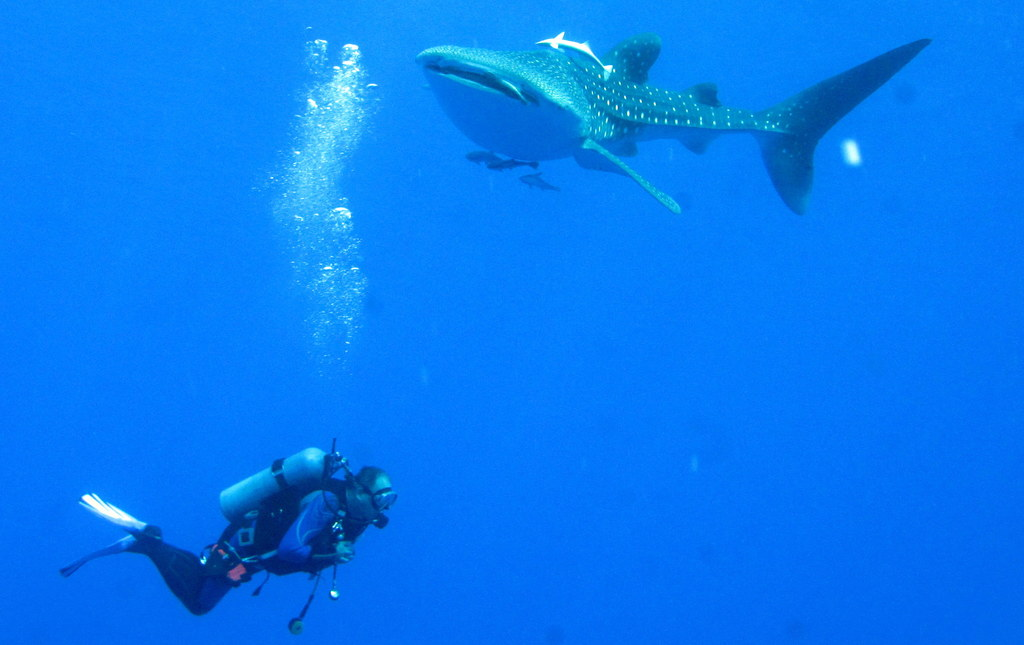
...of worden door een walvishaai ontdekt

Duiken is het langdurig verblijf onder water, meestal met hulpmiddelen zoals een ademluchtfles.
Tot halverwege de twintigste eeuw werd voornamelijk beroepsmatig gedoken, maar het is tegenwoordig ook een groeiend tijdverdrijf. Duiken zonder ademlucht noemen we het vrijduiken. We spreken van technisch duiken als er geen mogelijkheid is om direct naar het oppervlak te stijgen zoals bij een decompressieverplichting (het verplicht uitvoeren van decompressiestops tijdens het opstijgen om decompressieziekte te voorkomen) en het duiken in grotten of wrakken.

## Geschiedenis
Het precieze begin van het duiken is onbekend, maar er zijn Griekse en Egyptische verwijzingen naar het duiken. De oudste afbeelding van een duiker is een Assyrische houtsnede van een duiker met een met lucht gevulde dierenhuid. Verder vinden we in oude geschriften veel verwijzingen naar onderwateractiviteiten. Zo zou Alexander de Grote tijdens zijn veroveringstochten in Klein-Azië al gebruik hebben gemaakt van een soort duikerklok. Dit was een ton waarin een glazen raam was bevestigd.
Meestal werden er vroeger bamboestokken als snorkel gebruikt. De meeste bronnen over duikers staan in verband met zeeoorlogen. Zo heeft Herodotus beschreven hoe Scyllias, een beroemde Griekse duiker uit de vijfde eeuw voor Christus die gevangengenomen was door de Perzische koning Xerxes I, schatten uit gezonken Perzische schepen moest bergen. Herodotus vertelde:
"Tijdens een zeeoorlog werd de Griek Scyllias op een schip gevangengezet door de Perzische koning Xerxes I. Toen Scyllias vernam dat Xerxes een Griekse vloot ging aanvallen, kon hij een mes buitmaken en overboord springen. De Perzen konden hem niet vinden in het water en dachten dat hij verdronken was. 's Nachts kwam Scyllias boven water en sneed alle ankertrossen van de Perzische schepen door. Hij gebruikte een rietstengel als snorkel om onopgemerkt te blijven. Daarna zwom hij nog 15 km om zich weer bij de Grieken te voegen."

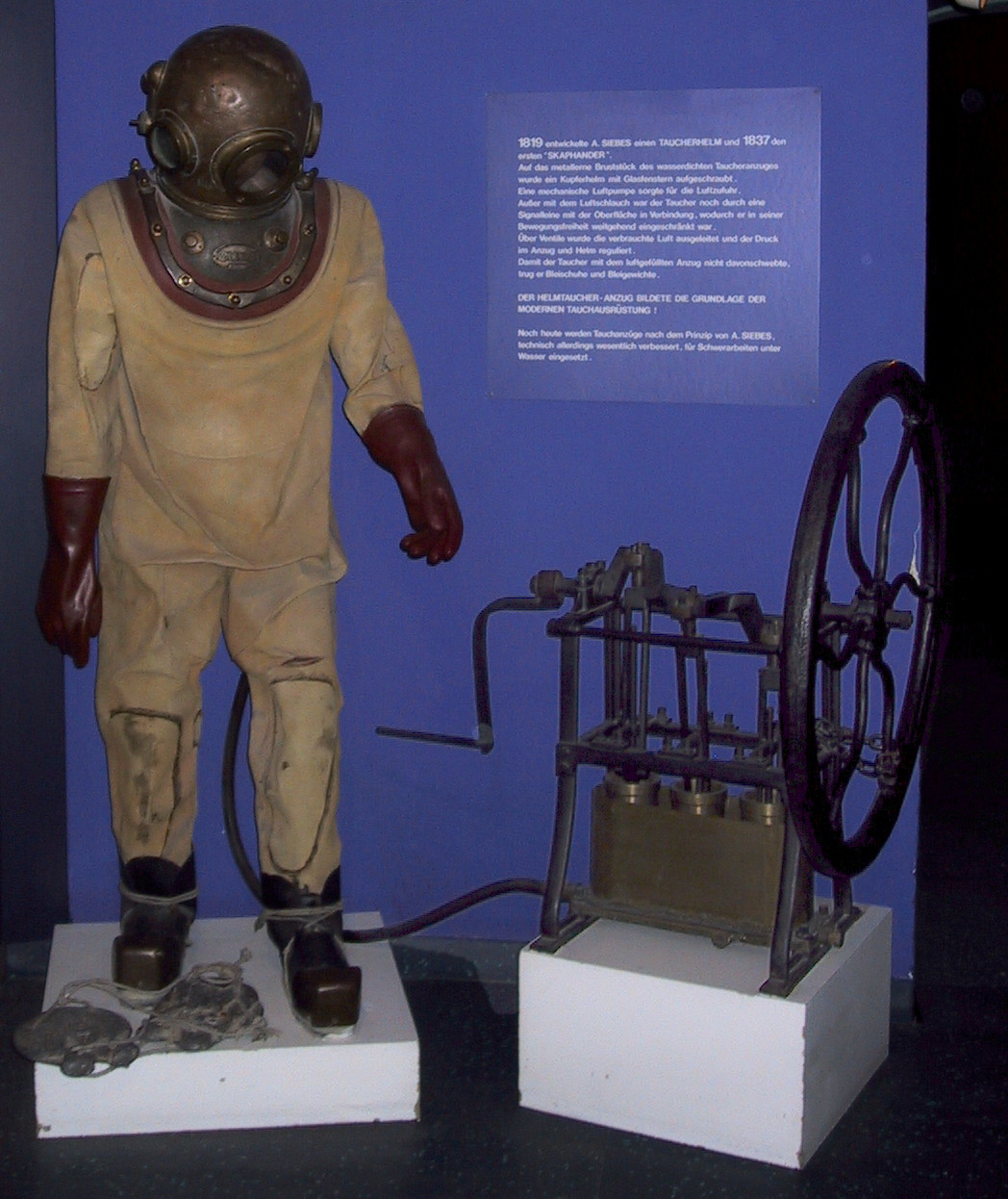
Een historische duikuitrusting

Na de oudheid ebde de interesse om de onderwaterwereld te leren kennen weg. Tot de renaissance werd er geen aandacht besteed aan welke onderwateractiviteit dan ook. Tijdens de renaissance werden er wel enkele apparaten uitgevonden. Zo beschreef bijvoorbeeld Leonardo da Vinci in zijn 'Atlantische Codex' (Biblioteca Ambrosiana, Milaan) dat er systemen in gebruik waren om kunstmatig onder water te kunnen ademen. Details wilde hij niet geven, om zo "ongure types" niet op ideeën te brengen (om schepen te laten zinken of te roven en moorden). Dat was niet zo'n rare gedachte: duiken werd in die tijd voornamelijk gebruikt in oorlogen en ook wel om verloren schatten op te duiken. Er zijn wel enkele tekeningen van allerlei snorkels en een op de borst gedragen luchtzak.
In 1660 bestudeerde Robert Boyle ongeveer tegelijkertijd met Edme Mariotte, het effect van lucht in water. Wat zou ons lichaam doen wanneer het naar de diepte wordt gebracht?
In 1715 vond John Lethbridge een duikklok uit waarmee de duiker gemakkelijk bergingswerkzaamheden kon uitvoeren. Verder ontwikkelde Halley nog een duikklok waarmee hij 90 minuten op de bodem van de Theems kon verblijven.
Pas in de negentiende eeuw kwam de ontwikkeling echt op gang. De gebroeders Deane ontwikkelden een duikpak met een duikhelm. Later werd dit pak nog verbeterd door August Siebe. Er was één groot nadeel, het pak was afhankelijk van een luchtpomp aan de oppervlakte. Benoit Rouquayrol en Auguste Denayrouze ontwikkelden kort daarop het eerste SCUBA (self-contained underwater breathing apparatus) waarmee men ongeveer een half uur onder water kon blijven en tot een diepte van 30 meter kon gaan. Hoewel men vroeger al luchtblikken had gebruikt, gebruikten Rouquayrol en Venayrouse de eerste duikfles die een hogere druk dan de normale omgevingsdruk kon verdragen.
In 1915 kwam Sir Robert Davis met zijn "Submarine escape apparatus", een fles zuurstof die in het water geopend kon worden om zo te kunnen ademen. Deze werd verbeterd door Yves Le Prieur in 1933, gebaseerd op samengeperste lucht.
Tijdens de Tweede Wereldoorlog is het duiken ingezet voor verschillende spectaculaire acties, zoals het opblazen van schepen in de haven van Alexandrië (Egypte) in 1941 door het Italiaanse elitemarinekorps "Decima Mas". De Fransen zaten ook niet stil en in 1943 werden twee diepterecords gevestigd: Georges Comheines dook naar 53 meter, gevolgd door Frédéric Dumas met een diepte van 62 meter. Deze laatste poging werd ondernomen met een apparaat dat uitgevonden was door Jacques-Yves Cousteau en Emile Gagnan genaamd de Aqua-lung.
Films van Jacques Cousteau vanaf zijn boot de Calypso maakten duiken en de onderwaterwereld bekend bij het grote publiek, maar ook het gebruik van duiken in o.a. de James Bondfilms heeft zeker bijgedragen.

## Gevaren
Duiken is een activiteit die niet ongevaarlijk is. Het water is immers geen natuurlijke leefomgeving voor de mens. Drukverschillen tussen de omgevingsdruk en de druk in luchthoudende (lichaams)holten kunnen een barotrauma veroorzaken. Andere gevaren zijn verdrinking, decompressieziekte, stikstofnarcose en zuurstofvergiftiging, naast de scherpe uiteinden van rotsen e.d. en diverse gevaarlijke zeedieren en planten die voor problemen kunnen zorgen (tot en met de dood).

## Technische duiken
Technische duiken zijn duiken waarbij speciale technieken en vaardigheden vereist zijn. In de meeste gevallen kenmerken deze duiken zich doordat een directe opstijging naar de oppervlakte niet mogelijk is. Dat is bijvoorbeeld het geval wanneer een duiker in een grot zit, onder het ijs of diep in een scheepswrak. Ook kan een duiker niet meteen naar de oppervlakte omdat hij verplichte decompressiestops moet maken.

### Nachtduiken
Bij het nachtduiken ziet men het onderwaterleven in een andere verschijningsvorm. Sommige vissen die men overdag niet ziet laten zich zien, ongewervelden die overdag in het zand leven komen daar 's nachts uit, van veel koralen staan 's nachts de poliepen uit. Kreeftachtigen gaan er veelal 's nachts op uit om te jagen.
Nachtduiken vereist een andere configuratie van de apparatuur dan overdag. Waar men overdag misschien één lamp meeneemt, is men er 's nachts afhankelijk van en moet men er twee meenemen voor het geval de eerste het begeeft. In plaats van handsignalen die men overdag gebruikt, communiceert men 's nachts door middel van signalen met de lamp. Of door de handsignalen in het licht te geven.Bij nachtduiken zijn dieren te zien normaal die zich overdag niet laten zien.

### Diepduiken
Er is geen effectieve dieptegrens voor recreatief duiken. Duikorganisaties zoals PADI en CMAS hanteren getrapte grenzen. In duikclubs wereldwijd wordt typisch 18 tot 20 meter voor beginnende duikers aangehouden (CMAS 1*, PADI OWD), en 30 meter voor ervaren duikers (CMAS 2*, PADI AOW). Mits de nodige opleidingen en voorzorgmaatregelen kan met perslucht tot 40 meter (CMAS 3*, PADI met Deep Dive training). Tot deze dieptes kan veilig met ademlucht (binnen de duiksport spreekt men meestal nog van perslucht) en nitrox gedoken worden, met gebruik van recreatieve duikapparatuur.
Bij dieper duiken dan 40 meter op perslucht, ook wel Deep Air genoemd, komt er een aantal nadelen naar voren. Het grootste nadeel is dat de nultijd (de tijd die men beneden kan blijven zonder aan decompressie te hoeven doen) drastisch afneemt en de narcotische werking door het aandeel stikstof in de lucht toeneemt, stikstofnarcose. Door de narcose is het moeilijker om juiste beslissingen te nemen. Dit fenomeen wordt ook weleens diepteroes in het Engels:Rapture of the deep genoemd, omdat de symptomen vergelijkbaar zijn met die van een teveel aan alcohol en duikers roekeloos kan maken met ernstige, meestal fatale consequenties tot gevolg. Om dit te voorkomen wordt gedoken met mengsels van gassen en wordt de stikstof gedeeltelijk (trimix, hydreliox) of geheel (heliox) door een gas als helium vervangen. Helium heeft een veel minder sterke narcotiserende werking dan stikstof.
Een groot nadeel van helium is dat het een zeer geringe isolerende waarde heeft waardoor het niet kan worden gebruikt als droogpakgas. Als droogpakgas wordt er meestal gebruikgemaakt van argon wat een sterk isolerende waarde heeft maar wat tevens tot gevolg heeft dat er nog een extra fles met dit gas aan de configuratie moet worden toegevoegd.
Met het toenemen van de diepte komt er ook nog het probleem van een te groot zuurstofaandeel om de hoek kijken (zuurstofvergiftiging). Ook de narcotische werking van CO2 kan op grote diepte gevaarlijk worden. Dit zijn factoren waar rekening mee gehouden moet worden bij het gebruik van mixgassen.
Door de hogere omgevingsdruk op diepte zal het gasverbruik veel hoger zijn. Veel duikers die diepe duiken maken duiken daarom met een dubbelset en ‘stage tanks’.
Bij de opstijging kan men te maken krijgen met decompressiestops, omdat men, naarmate er dieper wordt gedoken, steeds korter op die diepte kan blijven, zonder een verplichte tijd te stoppen op verschillende diepten, alvorens naar het oppervlak te gaan. Tevens moet men nog rekening houden met de hoeveelheid gas die er tijdens de duik verbruikt wordt of nodig zou kunnen zijn bij (technische) problemen.

### Decompressieduiken
Tijdens het duiken ademt de duiker ademlucht uit een cilinder (samengeperste lucht). Tijdens de duik ademt de duiker lucht bij een druk die gelijk is aan de waterdruk van de diepte waarop hij zich bevindt. Hoe dieper hij gaat, hoe hoger de druk waarbij hij ademt. Lucht bestaat grotendeels uit zuurstof en stikstof. In de longen lossen de gassen in de ademlucht gedeeltelijk op in het bloed. Dit gaat in een evenwichtsreactie, waarbij naarmate de druk hoger is, er meer van de gassen oplost. Het lichaam verbruikt de zuurstof voor verbranding, maar laat de stikstof ongemoeid: die blijft opgelost in het lichaamsvocht. Na verloop van tijd zal de stikstofconcentratie in het lichaamsvocht zo hoog worden, dat de oplossing verzadigd raakt. Als de duiker op die diepte blijft zal hij netto geen stikstof meer opnemen in zijn lichaamsvocht. Het verband tussen oplosbaarheid van gassen en de druk wordt beschreven door de Wet van Henry.
Wanneer de duiker de diepte verlaat en dus de druk op zijn lichaam lager wordt, zal de oplosbaarheid van stikstof in zijn lichaamsvocht afnemen. Als dit het punt bereikt waarbij de oplossing oververzadigd raakt, moet de stikstof als gas uit de oplossing wijken. Bij een langzame afname van de druk kan dit teveel door de longen worden afgevoerd, maar als de druk sneller afneemt, dan zal dit gas bellen vormen in het lichaamsvocht en die bellen beschadigen zenuwen en het functioneren van het lijf. Dit fenomeen heet decompressieziekte. Dit proces is te vergelijken met een flesje frisdrank: zodra de dop eraf is en de overdruk in de fles wegvalt, gaat de frisdrank bruisen.
Het is de verhouding tussen de diepte, de duur van de duik, of de duiker jong of oud is en het niveau van gezondheid van de duiker die bepalen hoe snel die verzadiging ontstaat. Daarom zijn er tabellen ontwikkeld die een veilig gemiddelde aangeven van hoe lang de duiker op een bepaalde diepte mag duiken en weer terug kan. Dit wordt duiken in nultijd genoemd.
Bij het nultijdduiken kan de duiker altijd met de juiste snelheid naar de oppervlakte komen. Er wordt voor een nultijdduik altijd aanbevolen om een zogenaamde 'veiligheidstop' te maken; de duiker blijft dan als bij een decompressiestop een bepaalde tijd op een bepaalde diepte, waardoor het lichaam de kans krijgt het eventuele teveel aan stikstof af te geven. Kan dit om welke reden dan ook niet, dan kan de duiker gewoon naar boven gaan.
Bij nultijdduiken wordt voorkomen dat men decompressiestops moet maken, bij een niet-nultijdduik (=decompressieduik) moet men wel decompressiestops maken. Decompressiestops maakt men om decompressieziekte te voorkomen. Volgens een vast patroon wacht de duiker een bepaalde tijd op een bepaalde diepte tijdens het naar boven gaan. Wanneer er een decompressieduik wordt gemaakt dan is de duiker langer bezig om terug te komen, dan dat hij op diepte is geweest. Er wordt dan gedoken langs een lijn en op de betreffende diepten hangen cilinders, want zoveel lucht kan onmogelijk meegenomen worden.
Een hoger zuurstofgehalte in het ademgas tijdens de decompressiestops is een hulpmiddel om deze duiken veiliger uit te voeren. Om deze duiken goed te kunnen plannen en berekenen moet een cursus worden gedaan. Bij zeer diepe duiken is het gasverbruik zo groot (door de toenemende druk wordt het adem-gas evenredig samengeperst), dat men ongeveer elke 10 meter die men dieper duikt één keer meer verbruikt dan boven water. De hoeveelheid samengeperst gas kan zo groot worden, dat gebruik van een rebreather of grotere/meerdere duikflessen noodzakelijk wordt.
Diepduiken en langduiken zal een recreatieduiker in de regel alleen doen, wanneer hij daarvoor is opgeleid en omdat daar iets te zien is wat de geschetste moeite waard is.

### Grotduiken
Grotduiken zijn duiken die plaatsvinden in een grot waar water in staat. Grotten kunnen lengtes hebben van enkele meters tot kilometers. Hoe verder men een grot in zwemt hoe moeilijker de duik wordt doordat de duik aangepaste apparatuur en een grote hoeveelheid ademgas vraagt; men moet er namelijk rekening mee houden dat men niet tijdens de tocht naar de oppervlakte kan gaan. Het uitgangspunt is altijd dat men een permanente lijnverbinding houdt met de ingang om te voorkomen dat men verdwaalt. Dit is een zeer reëel risico omdat zwembewegingen sediment op de bodem kunnen doen opwervelen, waardoor een wolk ontstaat die het zicht bemoeilijkt en zeer desoriënterend is, zelfs in een rechte grot zonder zijgangen. Verdere risico´s zijn nauwe passages die geblokkeerd kunnen raken, stikstofnarcose bij grotere diepten die in afgesloten ruimten nog riskanter kan zijn Grotduiken vereist een zeer grondige training. De 2/3-regel zorgt ervoor dat er genoeg lucht overblijft voor de terugweg: 1/3 van de luchtvoorraad is voor de heenweg, 1/3 voor de terugweg, en 1/3 is reserve voor noodgevallen. Voor grotduiken zijn speciale kwalificatievereisten, en dit is beslist niet iets dat zelfs een ervaren recreatieve duiker zonder de juiste training en voorbereiding kan ondernemen. Bij veel onderwatergrotten zijn waarschuwingsborden aangebracht, en in sommige gevallen zijn grotten of de gevaarlijker delen ervan afgesloten met tralies..

### Wrakduiken
Bij wrakduiken ligt het doel op het bezichtigen van een scheepswrak. Een voorbeeld hiervan is Hilma Hooker die voor de kust van Bonaire ligt. Daarbij komt buiten de gewone duikkennis nog specifieke kennis aan bod: in wrakken kan men vaak in een noodgeval niet snel opstijgen. Ook is er vaak sprake van slecht zicht (door opwervelend stof) en scherpe (metalen) uitsteeksels of hangende draden en pijpen. Hierdoor is het erg gevaarlijk wrakken te bezichtigen zonder speciale training. Een wrak is vaak niet toevallig op die plaats gezonken, zodat de meeste wrakken op plaatsen liggen die extra risico met zich meebrengen.

### IJsduiken
Bij ijsduiken begeeft men zich onder het ijs, een permanente lijnverbinding met de bijt is nodig om veilig weer aan de oppervlakte te komen. Een directe opstijging naar de oppervlakte is niet mogelijk en daarom spreekt men dus van een technische duik.
Voor ijsduiken zijn aangepaste technieken nodig om de duik goed uit te kunnen voeren. Er zijn enkele organisaties, waaronder de Nederlandse Onderwatersport Bond (NOB), Professional Association of Diving Instructors (PADI), Instructor Dive Development (IDD) en International Association of Nitrox and Technical Divers (IANTD) die cursussen geven in ijsduiken. Iedere organisatie heeft zo haar eigen methoden, waarbij de basis gelijk is, namelijk dat er altijd een vaste lijnverbinding met de bijt is. Hierdoor is het altijd mogelijk om terug te keren naar de oppervlakte.
De grootste verschillen zitten in de vrijheid die de duiker(s) onder het ijs hebben. Een aantal organisaties instrueert ijsduiken o.a. door middel van een seinlijn met een seinmeester aan de oppervlakte, waarbij communicatie tussen duikers en de seinmeester door middel van rukken via de seinlijn geschiedt. Deze vorm van ijsduiken is ook bekend bij de IANTD, maar deze organisatie gaat verder dan dat en leert de duikers ook om zelfstandig zonder direct contact met de seinmeester (in dit geval meer kantwacht) c.q. oppervlakte onder het ijs te duiken, door middel van lijntechnieken zoals die ook in het grotduiken worden gebruikt.
Een andere vorm van ijsduiken is duiken door middel van een parcourlijn die een aantal bijten met elkaar verbindt. Er wordt dan geen gebruik gemaakt van een seinmeester, deze vorm wordt vaak gebruikt bij cursisten of beginnende ijsduikers.

## Organisaties

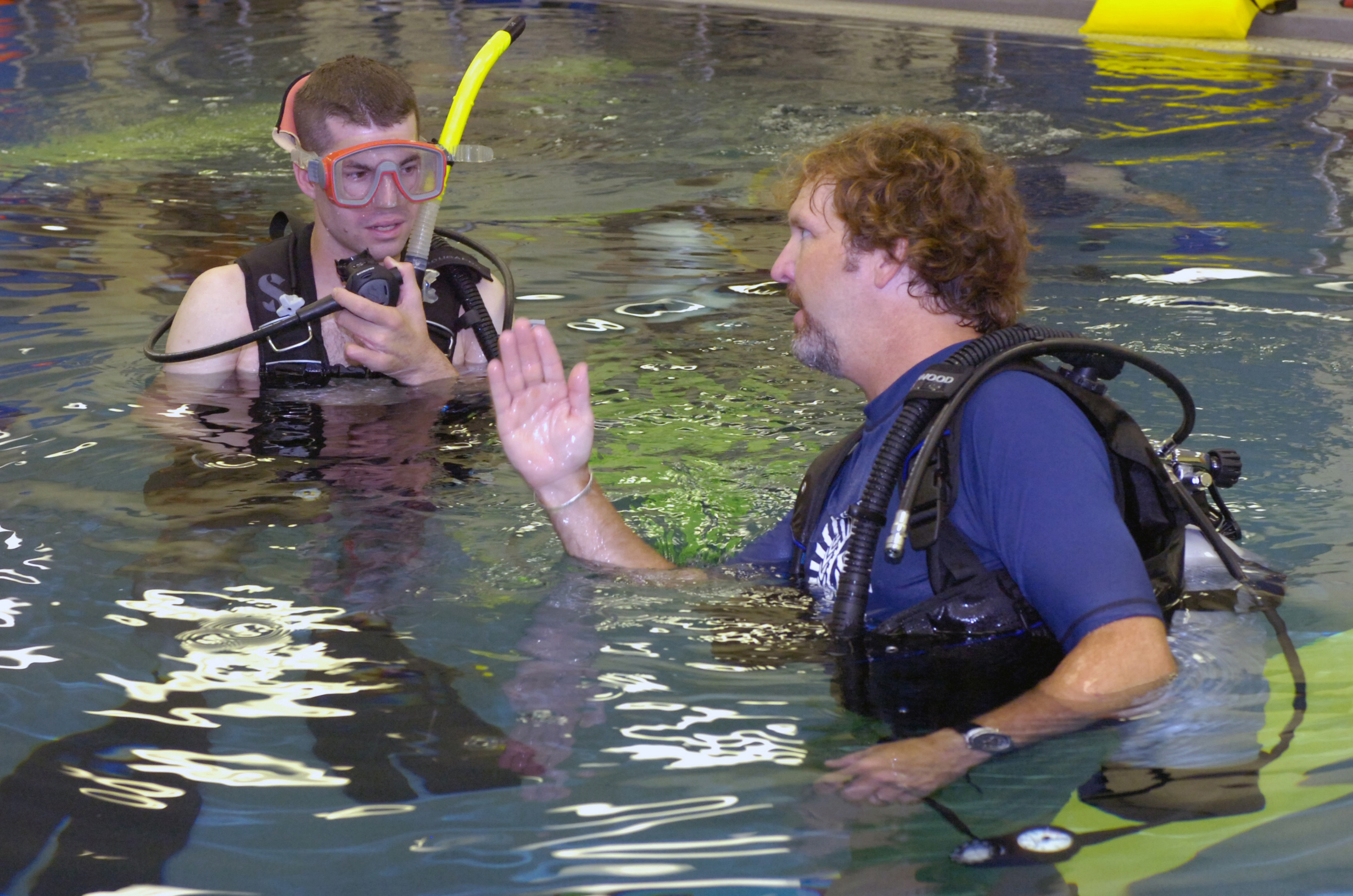
De duiktechnieken worden in het zwembad getraind vooraleer naar open water te gaan

Er is op de wereld een aantal grote organisaties dat zich bezighoudt met de duiksport:
- Nederlandse Onderwatersport Bond (NOB)
- Professional Association of Diving Instructors (PADI)
- Confédération Mondiale des Activités Subaquatiques (CMAS)
- National Association of Underwater Instructors (NAUI)
- Scuba Schools International (SSI)
- International Association of Nitrox and Technical Divers (IANTD)
- Nederlandstalige Liga voor Onderwateronderzoek en -Sport (NELOS)
- Instructor Dive Development (IDD)
- Global Underwater Explorers (GUE)
- World Organisation of Scuba Diving (WOSD)

De eerste Europese onderwatersportbond is CMAS samen met de BSAC. CMAS is van oorsprong Frans en de BSAC is Brits. De Nederlandse Onderwatersport Bond (NOB), de NELOS (Vlaanderen) en de LIFRAS (Wallonië) met als overkoepelend orgaan BEFOS (België) zijn bijvoorbeeld aangesloten bij CMAS. De IADS werd in 1981 opgericht als tegenhanger van het NOB en uit de IADS is IDD naar voren. De jongste telg van Nederlandse bodem is de WOSD.
PSAI, NAUI, PADI, PDIC en Scuba Schools International (SSI) zijn van oorsprong Amerikaanse organisaties. NAUI is een van de oudste duikorganisaties en bestaat al sinds 1959. PSAI is een van de eerste organisaties die zich met het opleiden van duikers in de extended range bezighield, het technische duiken is daarmee begonnen. Het credo 'plan your dive and dive your plan' is door PSAI bedacht. In Nederland worden er bij duikscholen en winkels opleidingen aangeboden volgens in Nederland actieve organisaties. Ook in Nederland is PADI de organisatie met het grootste marktaandeel, waarbij de NOB het grootst aantal leden vertegenwoordigt.

## De duikuitrusting

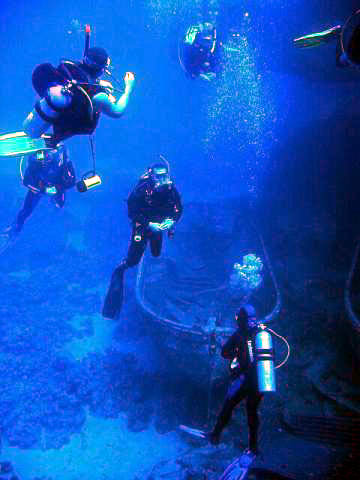
Een duikersgroep doet een wrakduik

Voor duiken is een degelijke duikuitrusting nodig die uit de volgende onderdelen kan bestaan:
- Om onder water te kunnen ademen:
  - Duikcilinder (ook wel duikfles of ademluchtcilinder genoemd); kan bestaan uit één fles of dubbelset, of onder de duik;
  - Ademautomaat of ontspannerset; bestaande uit de eerste trap aangesloten op de duikfles, en een tweede trap (de octopus) die in de mond genomen wordt. Meestal wordt een tweede tweede trap voorzien, die in nood gebruikt kan worden;
- Duikbril of -masker
  - Snorkel kan gebruikt worden om lucht te besparen bij verplaatsingen aan de oppervlakte tot +/- 30 cm onder water; niet noodzakelijk;
- Om onder water in positie te blijven, te kunnen drijven, stijgen of dalen:
  - Trimvest of Buoyancy Control Device (BCD) die opgeblazen kan worden met de perslucht uit de fles. Dit laat toe op elk moment uit te trimmen of op duikdiepte te blijven hangen
  - Vinnen
  - Duikpak (zelfs in de meeste tropische wateren is het nodig een (dun) duikpak (oftewel shorty) te dragen van 3/4 mm dik; ter bescherming van het lichaam). In de Nederlandse wateren is 7 mm de meest gebruikte dikte. Eventueel wordt ook een kap, laarzen en handschoenen gedragen
  - Lood; als heupgordel, of geïntegreerd in het trimvest of als gewicht tussen de twee flessen van een dubbelset. Heeft ook een veiligheidsfunctie

- Apparatuur om veilig te kunnen duiken, binnen de duiklimieten:
  - Duikcomputer (theoretisch kan ook de combinatie dieptemeter + duikhorloge of bottomtimer + duiktabel gebruikt worden, maar dit komt in de praktijk niet voor). Geeft diepte en duiktijd aan, en ook de nultijd of eventuele verplichte duiktrappen
  - Manometer voor het aflezen van de druk in de duikfles
  - Kompas
  - Duiklamp bij diepere duiken en nachtduiken, in Nederland is dit bij veel duikers standaard wegens het slechtere zicht
  - Duikmes
  - OSB (Oppervlakte Signalisatie Boei) of SMB (Surface Marker Buoy)
  - Buddylijn (bij slecht zicht; men moet zich echter wel afvragen of men dan een (recreatieve) duik wil maken)

## Duikbestemmingen

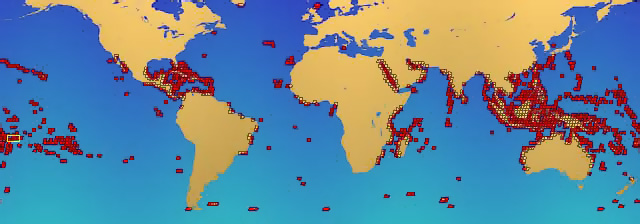
Overzicht koraalriffen

Er kan op veel plaatsen gedoken worden. In Nederland zijn diverse duikstekken zoals de Oosterschelde, de Grevelingen en meerdere mooie plassen. Daarnaast wordt er in de Benelux ook in steengroeves gedoken.
Bekende duikgebieden in het buitenland zijn onder andere bij de badplaatsen Hurghada, Sharm-el-Sheikh en Dahab aan de Rode Zee in Egypte, de Caraïben, het Groot Barrièrerif in Australië, eilanden bij Maleisië zoals Sipadan, Indonesië zoals bij Bali, eilanden in de Indische Oceaan zoals de Straat Mozambique en de Maldiven of in de Middellandse Zee.
Jason deCaires Taylor maakte beeldenparken onder water bij Grenada en Cancun (Mexico), waar kan worden gedoken.